# NotCo
NotCo é uma empresa chilena de tecnologia de alimentos que produz alternativas à base de plantas para produtos alimentícios de origem animal. A NotCo foi fundada em 2015 por Matias Muchnick, Pablo Zamora e Karim Pichara e utiliza aprendizado de máquina para replicar produtos lácteos em formas baseadas em plantas. NotCo é a empresa de alimentos que mais cresce na América Latina.

## História
NotCo foi fundada no Chile em 2015 por Matias Muchnick, Pablo Zamora e Karim Pichara; três tecnólogos. NotCo agora é propriedade parcial da The Craftory, Bezos Expeditions e outros.
NotCo foi criada com o objetivo de usar inteligência artificial. Seu algoritmo, Giuseppe, patenteado em 2021, utiliza listas de ingredientes vegetais para encontrar as combinações ideais para recriar atributos específicos de alimentos. O objetivo é reproduzir vários sabores, texturas e comportamentos culinários de alimentos . Seu NotMilk inclui abacaxi e repolho, permitindo que cozinhe da mesma forma que o leite de vaca .
No dia 26 de julho de 2021, a NotCo virou o primeiro Unicórnio da América Latina de comida de planta.

### Produtos
A linha de produtos atual da NotCo inclui o NotMayo , NotMilk (2% e inteiro), NotIceCream, NotBurger e o NotMeat. Conforme a NotCo foi se expandindo do Chile para o Brasil e para o resto da América Latina, ela foi trazendo esses produtos para novos mercados. Em 2021, o mercado dos EUA só detinha o NotMilk, vendido à varejo no Whole Foods Market, Sprouts Farmers Market, Wegmans e outros.

### Colaborações
Desde 2021, o 'NotMeat' está sendo usado em todo o Chile, fornecendo opções veganas nas pizzarias Burger King e Papa John's.

### Investimentos
Em setembro de 2020, a NotCo arrecadou US$ 85 milhões em uma rodada de financiamento da Série C. Seus investidores incluem o fundo de capital de risco The Craftory, Jeff Bezos (Bezos Expeditions) e outros. Este financiamento provavelmente foi usado para financiar a estreia do NotCo nos Estados Unidos em novembro de 2020.

## Prêmios
Em 2021, a NotCo foi anunciada pela Fast Company como uma das "empresas mais inovadoras do mundo".